# Praeter legem
Praeter legem (česky „vedle zákona“) znamená chování v souladu se zákonem, ačkoli jím není výslovně dovoleno. 
Chování praeter legem je založeno na uplatnění zásady legální licence, podle níž je právně dovoleno vše, co není právem (resp. zákonem) zakázáno. Právní normy fyzickým a právnickým osobám mlčky dovolují i chování právně výslovně neupravené, které však nesmí být contra legem (proti zákonu) nebo in fraudem legis (obcházení zákona).